# Attaque de Butembo
Notes
Plus de 800 prisonniers en fuite

L'attaque de Butembo est une attaque contre la prison de Kakwangura au Nord-Kivu par des éléments de l'État islamique. En 2020, 1200 prisonniers ont été libérés lors de l'attaque de la prison de Béni par des éléments affiliés a l'État islamique.

## Déroulement
Le 10 août 2022, la prison de Butembo est la cible d'une attaque minutieuse de la part de militants  affiliés à l'organisation État islamique.
Selon le porte-parole des forces armée congolaise, 80 assaillants lourdement armées provenant de la région de Beni, bastion des ADF, surgissent vers 2 heures du matin. L'attaque est violente et rapide : en une quinzaine de minutes les assaillants pénètrent dans la prison, abattent les gardiens et ouvrent les cellules. Au moins 817 prisonniers se sont échappés, 115 ont été repris, volontairement pour la plupart,.
Selon les autorités militaires, les djihadistes sont venus libérer seulement un de leurs compagnons et douze femmes musulmanes. Dans un communiqué, l'État islamique revendiquera la responsabilité de l'attaque via son agence de presse Amaq. En 2020, l'État islamique avait déjà orchestré l'attaque de la prison de Béni, 1200 prisonniers étaient parvenus à prendre la fuite.

## Suites

### Revendication
Le lendemain de l'attaque, l'État islamique a publié une revendication détaillée du déroulement de l'attaque,.
D'après les ADF, 3 groupes ont été formés pour l'attaque. Le premier groupe a attaqué la caserne où étaient postés les gardiens de la prison, tuant 2 gardiens, tandis que les autres ont pris la fuite,.
Le deuxième groupe a détruit les portes et pris en assaut la prison, puis ont divisés les prisonniers en plusieurs groupes, les prisonniers non musulmans puis les leurs, puis ils ont organisés le retrait des musulmans, puis laisser les autres prisonniers libres.
Le troisième groupe a quadrillé le périmètre de la prison, en particulier la route principale de Butembo pour ne pas permettre à l'approvisionnement et aux renforts d'atteindre la prison,.
Le 15 août 2022, le groupe islamique publie une vidéo montrant le moment où les prisonniers fuient la prison. Des slogans djihadistes sont entendus ce qui ne laisse pas de doute sur l'identité des assaillants,.
Le 8 août 2022, dans une vidéo publiée par l'agence de presse de l'État islamique Amaq, nous voyons de nombreux détenus de la prison de Butembo. L'orateur, s'exprimant en arabe explique que la guerre que mène le groupe est uniquement idéologique, et non pas une guerre raciale ou tribale, que le groupe aspire à appliquer la loi islamique en Afrique centrale. Le groupe montre plusieurs vidéos inédites, dont une vidéo montrant plusieurs dizaines de chrétiens se convertissant en islam volontairement.

### Manifestation
Le 12 août, des violentes manifestations ont secoué la ville de Butembo. Des milliers de manifestants ont protesté contre la hausse des violences dans la région, l'inefficacité des forces armées, la corruption qui la gangrène et surtout l'attaque de la prison centrale de Butembo. Les manifestations ont abouti à la mort de 5 policiers et la destruction de trois véhicules militaires. Quatre casques bleus avaient déjà été tués à Butembo le 26 juillet lors de manifestations contre les Nations unies,.